# Jõhvi JK Eesti Põlevkivi
Jõhvi JK Eesti Põlevkivi – estoński klub piłkarski z siedzibą w Jõhvi.

## Historia
Chronologia nazw: 
- 1974–1986: Kaevur Jõhvi
- 1987–1988: Estonia-RMT Jõhvi
- 1989–1991: Estonia Jõhvi
- 1992–1999: Eesti Põlevkivi Jõhvi

Klub piłkarski Kaevur Jõhvi został założony w 1974. W okresie Związku Radzieckiego występował w rozgrywkach lokalnych. W 1987 zmienił nazwę na Estonia-RMT Jõhvi, a w 1989 na Estonia Jõhvi. W 1990 startował w Pierwszej dywizji Mistrzostw Estonii, w której występował do 1991. 
W 1992 jako Eesti Põlevkivi Jõhvi debiutował w najwyższej lidze Mistrzostw Estonii. W sezonie 1999 zajął ostatnie 8 miejsce i spadł do Esiliiga. Jednak nie przystąpił do rozgrywek i przed rozpoczęciem sezonu został rozwiązany.

## Sukcesy
- Mistrzostwa Estonii:

wicemistrz: 1992
- Pucharu Estonii:

finalista: 1995/96